# ハウェル郡 (ミズーリ州)
ハウェル郡（英: Howell County）は、アメリカ合衆国ミズーリ州の南部に位置する郡である。2010年国勢調査での人口は40,400人であり、2000年の37,238人から8.5％増加した。郡庁所在地はウェストプレーンズ市（人口11,986人）であり、同郡で人口最大の都市でもある。ハウェル郡は1851年3月2日に組織化され、郡名はハウェル・バレーの初期開拓者ジョサイア・ハウェルに因んで名付けられた。

## 歴史
ハウェル郡は1851年3月2日にオレゴン郡から分離して組織化され、郡名はハウェル・バレーで最初の開拓地を造ったジョサイア・ハウェルに因んで名付けられた。
1876年の記録では、ウェストプレーンズの東1マイル (1.6 km) にあった丸太小屋で、最初の巡回裁判所が開かれた。1859年、ウェストプレーンズの広場に小さな木造郡庁舎が建設された。この庁舎は南北戦争の1862年に損傷を受けた。ハウェル郡はその3年後に再編成されたが、郡の記録は1866年の火事で失われた。2代目の郡庁舎は1869年にウェストプレーンズで建設された。それは小さく、3室の、約24フィート (7.2 m) x 30フィート (9.0 m) の枠組み建物だった。

## 地理
アメリカ合衆国国勢調査局に拠れば、郡域全面積は928.33平方マイル (2,404.4 km2)であり、このうち陸地927.74平方マイル (2,402.8 km2)、水域は0.59平方マイル (1.5 km2)で水域率は0.06％である。

### 主要高規格道路
- アメリカ国道60号線
- アメリカ国道63号線
- アメリカ国道160号線
- ミズーリ州道14号線
- ミズーリ州道17号線
- ミズーリ州道76号線
- ミズーリ州道142号線

### 隣接する郡
- テキサス郡 - 北
- シャノン郡 - 北東
- オレゴン郡 - 東
- フルトン郡 (アーカンソー州) - 南
- オザーク郡 - 南西
- ダグラス郡 - 北西

### 国立保護地域
- マーク・トウェイン国立の森（部分）

## 人口動態
以下は2000年の国勢調査による人口統計データである。
| 基礎データ - 人口: 37,238人 - 世帯数: 14,762 世帯 - 家族数: 10,613 家族 - 人口密度: 16人/km2（40人/mi2） - 住居数: 16,340軒 - 住居密度: 7軒/km2（18軒/mi2） 人種別人口構成 - 白人: 96.41% - アフリカン・アメリカン: 0.31% - ネイティブ・アメリカン: 0.97% - アジア人: 0.36% - 太平洋諸島系: 0.04% - その他の人種: 0.28% - 混血: 1.63% - ヒスパニック・ラテン系: 1.21% 先祖による構成 - アメリカ人：28.3％ - ドイツ系：16.4％ - アイルランド系：12.2％ - イギリス系：12.1％ 年齢別人口構成 - 18歳未満: 26.0% - 18-24歳: 7.8% - 25-44歳: 26.2% - 45-64歳: 23.3% - 65歳以上: 16.8% - 年齢の中央値: 38歳 - 性比（女性100人あたり男性の人口） - 総人口: 93.6 - 18歳以上: 88.5 | 世帯と家族（対世帯数） - 18歳未満の子供がいる: 32.7% - 結婚・同居している夫婦: 58.8% - 未婚・離婚・死別女性が世帯主: 9.9% - 非家族世帯: 28.1% - 単身世帯: 25.0% - 65歳以上の老人1人暮らし: 12.3% - 平均構成人数 - 世帯: 2.47人 - 家族: 2.94人 収入と家計 - 収入の中央値 - 世帯: 31,761米ドル - 家族: 38,047米ドル - 性別 - 男性: 22,960米ドル - 女性: 16,968米ドル - 人口1人あたり収入: 17,184米ドル - 貧困線以下 - 対人口: 18.7% - 対家族数: 14.0% - 18歳未満: 26.3% - 65歳以上: 14.0% |

## 教育
ハウェル郡の25歳以上の住民のうち、73.4％は高校卒以上の学歴を持ち、10.9％は学士以上の学位を持っている。
ミズーリ州立大学の衛星キャンパスがウェストプレーンズ市内にある

## 宗教
2000年宗教データアーカイブ協会郡別信徒報告書に拠れば、ハウェル郡は福音主義プロテスタントが最多数を占めるバイブル・ベルトにある。最も多い会派は南部バプテスト連盟の47.70％、続いてチャーチズ・オブ・クライストの8.81％、カトリック教会の6.99％である。

## 都市と町
| - ブランズビル - コールフィールド - ホコモ | - ラントン - ムーディ - マウンテンビュー | - ピースバレー - ポモナ - ポッターズビル | - サイロームスプリングス - サウスフォーク - ウェストプレーンズ - 郡庁所在地 | - ウィロウスプリングス |

## 政治

### 地方
ハウェル郡の地方レベルでは共和党が大半の政治を支配しており、郡の選挙で選ばれる役職を1人以外は独占している。

#### 国政
大統領選挙のレベルでは共和党支持に傾く傾向にある。2000年と2004年の大統領選挙では、ジョージ・W・ブッシュが2対1以上の票差でハウェル郡を制したが、1992年はビル・クリントンが制しており、民主党候補ではハウェル郡で最後に勝利した者となっている。2008年の選挙では、州内の田園部にある郡と同様、バラク・オバマよりジョン・マケインを選んだ。
ハウェル郡は州南部の田園部にある郡と同様、社会的にまた文化的に保守的であり、それが共和党支持の傾向に強く影響している。2004年の州民投票では、結婚を男と女の結合として定義する州憲法改正案をハウェル郡は83.36％という圧倒的多数で賛成した。州全体でも71％の賛成で可決し、ミズーリ州は同性結婚を禁止する最初の州になった。2006年の州民投票では、胚性幹細胞の研究を予算化し、合法化する憲法改正案が掛けられたが、ハウェル郡では57.97％が反対した。州全体では51%の賛成と辛うじて改正が成立し、胚性幹細胞の研究を最初に認めた州の1つになった。郡民は伝統的に社会問題に保守的であるが、最低賃金の増加のような人民主義的施策は支持する傾向にある。やはり2006年の州民投票で最低賃金を時間あたり6.50ドルに増やす命題については、ハウェル郡では67.79％が支持した。この命題は州内のどの郡でも支持され、75.94％が賛成した。

#### 2008年大統領予備選挙
2008年の大統領予備選挙で、ハウェル郡は二大政党の候補者をどちらも州全体と全国で二位に終わった者を選んだ。民主党の予備選挙ではヒラリー・クリントンが1位となったが、共和党予備選挙では元アーカンソー州知事のマイク・ハッカビーがクリントンより多い得票で1位になった。